# Émile Daireaux
Émile Honoré Daireaux, né le 23 août 1843 à Rio de Janeiro et mort le 22 juin 1916 dans le 8e arrondissement de Paris, est un explorateur et journaliste français.

## Biographie
Il fait ses études secondaires à Paris où il travaille pour La Presse (1864) puis revient au Brésil pour faire son droit et devient avocat à Rio.
Après le décès de son père en 1867, Émile regagne l'Argentine afin de s'occuper des affaires familiales. Il choisit d'investir dans de vastes étendues de terre destinées à accueillir des troupeaux et des habitants, tout en développant des infrastructures, notamment une gare qui favorisera l'essor de la ville qui portera son nom : Daireaux.
A Buenos Aires, il fonde avec Alfred Ébelot plusieurs journaux destinés aux colons français en Argentine et, s’intéressant aux problèmes juridiques, sociaux et économiques, voyage dans la Pampa, dans les provinces du nord et en Uruguay. Ainsi, en juin 1886, il explore le Tucumán et visite Corrientes, et les provinces d'Entre Rios et Misiones.
À Posadas, il visite les anciennes missions jésuites avant d'atteindre le fleuve Uruguay à Santo Tomé où il s'embarque sur un steamer pour Uruguaiana. Il revient à Buenos Aires en août 1886 après avoir parcouru près de 5 000 km en quarante jours.
Vers 1900, il regagne Paris où il travaille comme avocat tout en écrivant pour de nombreux journaux comme la Revue des Deux-Mondes, L’Économiste ou Le Tour du monde.

## Publications
- Les Races indiennes en Amérique du Sud, 1876
- Buenos Aires, la Pampa et la Patagonie, 1877
- Étude sur les principes de droit international privé dans la République argentine à propos d'une réforme des lois qui y régissent la constitution de la famille, 1885
- Le vie et les mœurs de la Plata, 1888
- Voyage à la Plata. Trois mois de vacances, Le Tour du monde, vol. II, 1887, p. 129-208 et T.1, 1888, p. 113-176
- République argentine : la vie sociale et la vie légale des étrangers, 1889
- République d'Argentine : l'industrie pastorale, 1889
- Anglais et Français en Argentine, Revue de Paris, 1900